# یوان دیل
یوان دیل (به انگلیسی: Euan Dale) (زادهٔ ۱۸ دسامبر ۱۹۸۵) شناگر اهل اسکاتلند است.